# 江湖奇兵
《江湖奇兵》（英語：Hidden Hero）是1990年在香港上映的一部电影，由张彻执导以及和姜雄编剧，徐小健等人出演的一部电影，该电影讲述江湖中的一群人为了一个玉器而自相残杀，该作品翻拍自张彻导演之前的一部作品《生死门》

## 劇情簡介
某日，江湖中的四个大盗得到了一个玉器，而江湖中的其他一些人都想据为己有，于是他们用尽各种方式来得到这个玉器。
不过最后，玉器物归原主，而这些人却谁也没有得到玉器，并且他们却纷纷死于相互争斗……

## 演员
- 董志華
- 徐小健
- 陈继铭
- 杜玉明
- 穆立新
- 吴茜薇
- 贾永泉
- 于伟杰
- 李爱群

## 相關連結
- 豆瓣电影上《江湖奇兵》的資料 （简体中文）
- 互联网电影数据库（IMDb）上《江湖奇兵》的资料（英文）
- 香港影庫上《江湖奇兵》的資料（繁體中文）
- 爛番茄上《江湖奇兵》的資料（英文）